# Sinacroneuria quadriplagiata
Sinacroneuria quadriplagiata är en bäcksländeart som först beskrevs av Wu, C.F. 1938.  Sinacroneuria quadriplagiata ingår i släktet Sinacroneuria och familjen jättebäcksländor. Inga underarter finns listade i Catalogue of Life.